# Гаваї (фільм, 2013)
«Гаваї» (ісп. Hawaii) — аргентинський мелодраматичний фільм 2013 року, поставлений режисером Марко Бергером. Дія стрічки відбувається в сільській місцевості в Аргентині, де двоє молодих чоловіків з різних соціальних верств намагаються змиритися із взаємним потягом один до одного, який зростає з кожним днем.
Прем'єра фільму відбулася 13 квітня 2013 на кінофестивалі в Буенос-Айресі (BAFICI). Він також брав участь в офіційному відборі BFI Flare: Лондонського ЛГБТ-кінофестивалю, Міжнародного кінофестивалю в Салоніках та кінофестивалів у Барселоні, Сеулі, Тайбеї, Копенгагені і Берліні.

## Сюжет
Студент Мартін (Матео К'яріно), сирота, після смерті своєї бабусі, з якою він жив, повертається до рідного міста, сподіваючись знайти свою тітку, яку він давно не бачив. Він дізнається, що тітка продала будинок і переїхала, не залишивши ані нової адреси, ані телефону. Не маючи іншого місця, де він міг би зупинитися, без грошей, Мартін змушений залишитися у покинутому занедбаному будинку та утримувати себе випадковими заробітками. У пошуках роботи Мартін приходить до свого друга дитинства письменника Еугеніо (Мануель Вігнау), який пропонує йому роботу по ремонту будинку його тітки і дядька. Соромлячись, Мартін не хоче визнавати, що він безпритульний, але Еугеніо зрештою дізнається правду і переконує Мартіна провести залишок літа в будинку, який належить його дядькові.
Спочатку Еугеніо, здається, мало чого пам'ятає про Мартіна, але поступово хлопці починають згадувати про часи, коли вони були дітьми. Еугеніо усвідомлює свій зростаючий потяг до Мартіна, але намагається контролювати себе, щоб не здалося, ніби він має намір скористатися скрутним фінансовим становищем Мартіна. До того ж він стурбований написанням свого роману. Еугеніо також побоюється, що навіть якщо ґречний Мартін може відповісти на його почуття взаємністю, це може статися лише тому, що Мартін відчуває себе в боргу перед ним. Насправді ж Мартіна приваблює Еугеніо, але він не знає, що той гей. Крім того, з огляду на своє фінансове становище, він не хоче скористатися його добротою. Проте, хлопці повільно і обережно будують свої відносини.

Кадр з фільму

Одного разу, переставляючи меблі Еугеніо випадково ронить на підлогу малюнки із зображеннями голих чоловіків. Мартін бачить малюнки, але Еугеніо демонстративно уникає говорити про це. Мартін починає розуміти, що він може приваблювати Еугеніо. Його підозри підтверджуються, коли він бачить, як Еугеніо схвильовано реагує на те, як він одного вечора умисно роздягається перед ним під приводом прання одягу.
Наступного ранку Мартін цілує Еугеніо, очікуючи, що той відповість взаємністю. Але Еугеніо несподівано відштовхує його без жодних пояснень, поставивши Мартіна в незручне становище. У другій половині дня Еугеніо з'ясовує, що Мартін зібрав свої речі і пішов геть. Він шукає його протягом декількох днів, але марно. Він не може більше писати і, чекаючи повернення Мартіна, реагує на найменший звук. Потім Еугеніо згадує сказані якось Мартіном у басейні два слова «dos ananás» («два ананаси»). Він розуміє, що Мартін говорив про стерео-слайд зі справжніми Гаваями, який вони дивилися на View-Master, коли були дітьми. Еугеніо знаходить цей слайд, старенький View-Master і залишає їх у будинку, де колись жив Мартін. Кілька днів потому Мартін повертається до Еугеніо, тримаючи в руці View-Master. Вони посміхаються один одному а потім цілуються, готові розпочати справжні відносини.

## У ролях
| Мануель Вігнау           | ···· | Еугеніо      |
| Матео К'яріно            | ···· | Мартін       |
| Лус Паласон              | ···· | сеньйора     |
| Антонія Де Мікеліс       | ···· | Весіна       |
| Мануель Мартінес Собрадо | ···· | брат Еугеніо |

## Виробництво
«Гаваї» були спродюсовані режисером і сценаристом Марко Бергером у партнерстві з музикантом і композитором Педро Ірустою. Фінансування стрічки було здійснено за допомогою кампаній в Kickstarter. Перша кампанія з цільовим бюджетом у 40 000 $ закінчився невдало. Після цього кампанія була запущена з меншим цільовим бюджетом у розмірі $ 20 000. Вона успішно залучила $ 27 000, що дозволило продовжити зйомки. М. Бергер описує «Гаваї» як «Джейн Остін сучасної історії», зазначаючи, що стрічка оповідає ту ж саму класичну історію про двох людей з різних соціальних верств і динаміку у відносинах між сильним і безпорадним.

## Визнання
| Нагороди та номінації фільму «Гаваї» | Нагороди та номінації фільму «Гаваї»     | Нагороди та номінації фільму «Гаваї» | Нагороди та номінації фільму «Гаваї» | Нагороди та номінації фільму «Гаваї» | Нагороди та номінації фільму «Гаваї» |
| Рік                                  | Кінофестиваль/кінопремія                 | Категорія/нагорода                   | Номінант                             | Результат                            |                                      |
| ------------------------------------ | ---------------------------------------- | ------------------------------------ | ------------------------------------ | ------------------------------------ | ------------------------------------ |
| 2015                                 | Міжнародний кінофестиваль у Палм-Спрінгс | Премія Cine Latino                   | Марко Бергер                         | Номінація                            |                                      |